# Каслуоррен
Каслуоррен (англ. Castlewarren; ирл. Caisleán an Bhairínigh) — деревня в Ирландии, находится в графстве Килкенни (провинция Ленстер). Население — 375 человек (по переписи 2002 года).